# 國家體育隊
國家體育隊（通稱國家隊）是指代表国家而不是某个特定俱乐部或地区参加國際体育运动的队伍，例如：奥运会、世界杯、世界锦标赛等體育賽事的國家代表隊。
国家队最常與團隊運動相關，例如：国家足球队、国家篮球队、国家排球队等。不過，若是由個人進行常規比賽，並將個人成績匯總以獲得團隊成績，也可以算是組成国家队，例如：国家体操队。
国家队一般會依照等級區分，根據不同國家及體育聯合會規則，而有許多不同的選拔標準。国家队有可能（卻不必然）由該國最佳運動選手組成，也會依照性別、年齡或是其他條件分組，最典型的例子是國家男子體育隊、國家女子體育隊和國家青年體育隊。
在大多数情况下，国家队是代表一个主权国家，但也有例外情况，例如：联合王国在某些体育运动划分英格兰、北爱尔兰、苏格兰和威尔士分别代表各自的国家队，而在奥运会上联合组成一支英国队；爱尔兰国家橄榄球队代表爱尔兰共和国和北爱尔兰参加橄榄球联盟，全爱尔兰也有其他跨越两个国家的运动项目；部分国家奥运队代表国家附属领土，包括百慕大队、英属维尔京群岛队和库克群岛队等；北美洲原住民袋棍球协会的易洛魁国家队（男子）和豪德诺索尼国家队（女子）是代表美洲原住民参加国际比赛的国家代表队。